# 오토루트 837호선
오토루트 837호선(프랑스어: A837 autoroute)은 프랑스의 샤랑트마리팀주 생트에서 샤랑트마리팀주 로슈포르까지 이르는 오토루트 노선으로, 총 연장은 약 36km이다. 그러나 해당 고속도로(오토루트)는 라로셸에서 생트 사이의 구간에 한하여 유럽 고속도로 602호선의 일부를 이룬다. 주요 교차 도로는 오토루트 10호선이 유일하다.